# Milagros Moncada Ferrera
Milagros Moncada Ferrera (1937) es una botánica, y palinóloga cubana. Ha realizado expediciones botánicas por la isla.
Desarrolló actividades académicas en el Jardín Botánico Nacional de Cuba, en La Habana. Realiza estudios taxonómicos en burseráceas de Cuba; y estudios florísticos; es curadora de la colección al aire libre de plantas amenazadas del Jardín Botánico Nacional.

## Algunas publicaciones
- Milagros Moncada Ferrera, Carlos E. Hernandez Fuentes, Miguel Cabrera Castellanos. 1990–91. Análisis Polínico de Sedimentos Marinos del Occidente de la Isla de la Juventud, Cuba. Acta Botanica Hungarica 36(1-4), 145-161 pp. Instituto de Ecología y Sistemática, Academia de Ciencias de Cuba.

- Milagros Moncada Ferrera, y P. Herrera Oliver. 1989. El Herbario Jimeno, Acta Botanica Hungarica 35(1-4), 313-320 pp.

- milagros Moncada Ferrera, sonia Machado. 1989. Polen atmosférico en el Jardín Botánico de La Habana. Vol. 5 Reporte de investigación del Instituto de Ecología y Sistemática, Serie botánica. Academia de Ciencias de Cuba, 10 pp.

- ---------------------------------, esperanza Salas. 1983. Polen de las plantas melíferas en Cuba. Ed. Centro de Información y Divulgación Agropecuario, 64 pp.

- ---------------------------------. 1980. Recordando a Julián Acuña: conferencia ... Vol. 22 Conferencias y estudios de historia y organización de la ciencia. Acad. de Ciencias de Cuba, Centro de Estudios de Historia y Organización de la Ciencia Carlos J. Finlay, 20 pp.

## Honores
Miembro de
- Sociedad Cubana de Botánica
- Local School Council como maestra en Chicago en la Escuela Bond School

- La abreviatura «Moncada» se emplea para indicar a Milagros Moncada Ferrera como autoridad en la descripción y clasificación científica de los vegetales.[4]